# Balatonboglár
Balatonboglár è una città di 5.990 abitanti situata nella contea di Somogy, nell'Ungheria centro-occidentale sul lago Balaton.